# East Arcadia
East Arcadia és una població dels Estats Units a l'estat de Carolina del Nord. Segons el cens del 2000 tenia 524 habitants.

## Demografia
Segons el cens del 2000, East Arcadia tenia 524 habitants, 198 habitatges i 139 famílies. La densitat de població era de 92,8 habitants per km².
Dels 198 habitatges en un 36,4% hi vivien nens de menys de 18 anys, en un 33,8% hi vivien parelles casades, en un 32,3% dones solteres, i en un 29,3% no eren unitats familiars. En el 28,3% dels habitatges hi vivien persones soles el 8,1% de les quals corresponia a persones de 65 anys o més que vivien soles. El nombre mitjà de persones vivint en cada habitatge era de 2,65 i el nombre mitjà de persones que vivien en cada família era de 3,25.
Per edats la població es repartia de la següent manera: un 32,4% tenia menys de 18 anys, un 8,4% entre 18 i 24, un 29,2% entre 25 i 44, un 19,5% de 45 a 60 i un 10,5% 65 anys o més.
L'edat mediana era de 30 anys. Per cada 100 dones de 18 o més anys hi havia 77,9 homes.
La renda mediana per habitatge era de 19.583 $ i la renda mediana per família de 19.545 $. Els homes tenien una renda mediana de 25.000 $ mentre que les dones 17.625 $. La renda per capita de la població era de 7.956 $. Entorn del 34,1% de les famílies i el 34,9% de la població estaven per davall del llindar de pobresa.

## Poblacions més properes
El següent diagrama mostra les poblacions més properes.